# Luis Enrique Martínez García
Luis Enrique Martínez García, eller bare Luis Enrique (født 8. maj 1970 i Gijon), er en spansk fodboldtræner og tidligere professionel fodboldspiller. Han har siden 2023 været træner for Paris Saint-Germain

## Aktiv karriere

### Klub
Luis Enrique var en meget fleksibel spiller der kunne spille alle positioner, undtagen målmand. Han startede sin karriere hos det lokale hold Sporting Gijon i 1989, hvor han nåede at spille 36 ligakampe og score 14 ligamål, inden han i 1991 skiftede til Real Madrid. 
Hos Real Madrid blev han brugt i en mere tilbagetrukket position, ofte som back, og skulle her bruge hele 157 kampe til at score samme antal mål som hos Sporting Gijon.
I 1996 skiftede han fra Real Madrid til FC Barcelona. Barcelonas daværende træner Bobby Robson havde set Luís Enríques offensive kvaliteter og gav ham en langt mere offensiv rolle end den han havde haft hos Real Madrid. Robson så rigtigt og Luís Enrique scorede i sin første sæson for Barca 17 ligamål. Året efter var hans 18 ligamål med til at sikre Barca mesterskabet.
Luis Enríque nåede i alt at spille 300 kampe og score 109 mål i sin karriere før han efter sæsonen 03/04 stoppede sin karriere.

### Landshold
Luis Enríque opnåede 62 kampe og 12 mål på landsholdet, han deltog i VM-slutrunderne i 1994, 1998, 2002 og i EM-slutrunden 1996 (en skade holdt ham ude af truppen til EM 2000). 
Han var med en på det spanske U/23-landshold ved OL 1992 på hjemmebane i Barcelona. Spanierne vandt alle kampe i indledende pulje og derpå kvartfinalen 1-0 over Italien U/23, fulgt af sejr i semifinalen 2-0 over Ghana U/23, inden de sikrede sig det olympiske mesterskab med en finalesejr på 3-2 over Polen U/23. Luis Enríque spillede alle kampene, bortset fra kvartfinalen.

## Trænerkarriere
Førhen var Enríque træner for FC Barcelona. Her opnåede han stor succes i sin første sæson, idet klubben vandt "The treble" (mesterskabet, den nationale cup samt Champions League).
Luis Enríque blev ny landstræner for Spanien efter VM i fodbold 2018. I sin første slutrunde efter tiltrædelsen førte han holdet til semifinalen i EM 2020 (afholdt 2021).

## Privat
Den 29. august 2019 døde Luis Enriques datter af knoglekræft, i en alder af ni år.

## Turneringssejre og priser

### Som spiller
Real Madrid
- La Liga: 1994–95[9]
- Copa del Rey: 1992–93[10]
- Supercopa de España: 1993[11]

Barcelona
- La Liga: 1997–98,[12] 1998–99[13]
- Copa del Rey: 1996–97,[14] 1997–98[15]
- Supercopa de España: 1996[16]
- UEFA Cup Winners' Cup: 1996–97[17]
- UEFA Super Cup: 1997[18]

Spanien U/23
- Sommer-OL: 1992[19][20]

Personlige
- Don Balón-prisen: 1990–91[21]
- ESM Årets hold: 1996–97[22]
- FIFA 100[23]

### Træner
Barcelona
- La Liga: 2014–15, 2015–16[24]
- Copa del Rey: 2014–15, 2015–16, 2016–17[24]
- Supercopa de España: 2016[24]
- UEFA Champions League: 2014–15[24]
- UEFA Super Cup: 2015[24]
- VM for klubhold: 2015[24]

Personlige
- Årets træner i La Liga: 2015[25]
- FIFA World Coach of the Year: 2015[26]
- IFFHS World's Best Club Coach: 2015[27]
- Årets fodboldtræner: 2015[28]
- Åretsuropæiske fodboldtræner – Alf Ramsey-prisen: 2015
- Sæsonens træner: 2014–15
- Månedens manager i La Liga: Maj 2016[29]